# Tapparasaaret
Tapparasaaret är en ö i Finland. Den ligger i sjön Orivesi och i kommunen Kides i den ekonomiska regionen  Mellersta Karelens ekonomiska region  och landskapet Norra Karelen, i den sydöstra delen av landet, 300 km nordost om huvudstaden Helsingfors. Öns area är 1,2 hektar och dess största längd är 390 meter i öst-västlig riktning.  Notera att namnet antyder att det är fråga om flera öar.